# سگوندو کاستیو
سگوندو کاستیو (انگلیسی: Segundo Castillo؛ زادهٔ ۱۵ مهٔ ۱۹۸۲) بازیکن فوتبال بازنشسته و مربی کنونی اهل اکوادور است.
از باشگاه‌هایی که در آن بازی کرده است می‌توان به باشگاه فوتبال ولورهمپتون واندررز، باشگاه فوتبال پاچوکا، باشگاه فوتبال ستاره سرخ بلگراد، باشگاه فوتبال الهلال، باشگاه فوتبال اورتون، باشگاه ورزشی ال ناسیونال، باشگاه فوتبال پوئبلا، باشگاه فوتبال سوسیداد دپورتیوو کیتو، و باشگاه ورزشی بارسلونا اشاره کرد.
وی همچنین در تیم ملی فوتبال اکوادور بازی کرده است.